# Cavalier Eternal
"Cavalier Eternal" is een single van de Amerikaanse punkband Against Me! De single is uitgegeven door het punklabel No Idea Records en hoort bij het album Against Me! as the Eternal Cowboy, dat werd uitgegeven door Fat Wreck Chords op 3 november 2003. De versies van de nummers die op de bijhorende singles "Cavalier Eternal" en "Sink, Florida, Sink" staan verschillen van de versies die op het album te horen zijn. Net als het album zijn beide singles geproduceerd door Rob McGregor.

## Nummers
Kant A
1. "Cavalier Eternal" (alternatieve versie) - 2:52

Kant B
1. "You Look Like I Need a Drink" (akoestisch) - 2:46

## Band
- Laura Jane Grace - gitaar, zang
- James Bowman - gitaar, achtergrondzang
- Andrew Seward - basgitaar, achtergrondzang